# 南伊予村
南伊予村（みなみいよむら）は、1954年（昭和29年）まで愛媛県の伊予郡にあった村であり、現在の伊予市の東端一帯の地域である。

## 地理

### 位置・地形
現在の伊予市の東部一帯。松山平野の南縁部に位置し、南は四国山地と接し、ほぼ大半の地域は北斜面のゆるやかな傾斜地をなしている。
西は郡中町に、北は北伊予村（現在の松前町の一部）に、東と南とは原町村（現在の砥部町の一部）とに接していた。
- 河川：大谷川
- 山：行道山

### 地域（大字）
合併した旧村がそのまま5つの大字となった。大字上野が役場や小中学校をはじめとした公共施設などが集まる中心と言えた。
- 上野（うえの）
- 下三谷（しもみたに）
- 上三谷（かみみたに）
- 宮下（みやのした）
- 八倉（やくら）

なお、現在は地名表記に「大字」は冠しない。

## 歴史
明治以降
- 1889年（明治22年） 12月15日 - 成立。
- 1945年（昭和20年） - 大谷池完成。
- 1955年（昭和30年） 1月1日 - 郡中町，南山崎村，北山崎村との合併により伊予市となる。

## 行政

### 役場
大字上野におかれていた。

### 教育
明治6年に当地に小学校の前身が設置、明治20年の伊予小学校創立。1892年（明治25年）に編成替えにて宮下・上野地域に伊予第一尋常小学校が、上三谷・下三谷地域に伊予尋常第二小学校を設置。明治32年に伊予尋常小学校に統合。
1947年（昭和22年）学制改革により新制中学校が発足、現在の伊予市立伊予中学校。

## 産業
米作を中心とした純農村であったが、水利に恵まれずたびたび旱魃に見舞われた。このため、村のほぼ中央を貫流する大谷川の上流に大谷池を造営したり、ため池を確保する等の用水工事を行ってきた。伊予市になってからの時期には、ウンシュウミカン等柑橘類の栽培が盛んになった。

## 交通

### 鉄道
長らく鉄道の最寄り駅は隣村の北伊予村にある北伊予駅であった。現在は旧村域に予讃線南伊予駅が存在するが、当時は未開業。